# Yvonne Lanauze
Eve Duke, geboren als Eve Smith, artiestennaam Yvonne Lanauze (ca. 1927) is een Amerikaanse jazz-zangeres. Ze werkte in het begin van de jaren vijftig enkele jaren in het orkest van pianist. componist en bandleider Duke Ellington. Ze toerde toentertijd als enige vrouw met de band en zong mee op een aantal plaatopnames, onder meer op Ellington's eerste LP "Masterpieces by Ellington". Lanauze werd door Ellington aangenomen, nadat hij haar had gehoord in de club Crystal Caverns in Washington D.C.. Op een gegeven moment kreeg ze genoeg van het reizende muziekleven. Ze verhuisde naar Canada, waar ze werkte in bars en restaurants. Tevens zong ze op zo'n tien uitzendingen van CBC Radio. Ze trouwde met de Canadese televisie- en filmproducer Daryl Duke en kreeg met hem een kind. Midden jaren zeventig was ze terug in de muziek en werkte ze in haar woonplaat Vancouver, waar ze tevens een eigen trio had. In de jaren zestig was ze ook actief in de civil rightsmovement. Tegenwoordig woont Eve Duke in een zorghuis in Vancouver, waar ze af en toe zingt voor de medebewoners.

## Discografie
met Duke Ellington:
- Masterpieces by Ellington, Columbia Records, 1951
- Duke Ellington-1951-At Metropolitan Opera House, Vee Jay Records, 1983

- Bibsys: 8041109
- CiNii: DA16011232
- International Standard Name Identifier: 0000 0004 6139 5835
- Library of Congress Control Number: no2005047848
- MusicBrainz: 27f2c36e-7bda-4c71-a2a2-44102d7dd812
- Nationale Bibliotheek van Israël: 987007350074505171
- Virtual International Authority File: 14503131
- WorldCat: E39PBJyRFy3qR3yrYJGW6Rt3Qq